# Vicariato Apostólico de Alepo
O Vicariato Apostólico de Alepo (em latim: Vicariatus Apostolicus Aleppensis) é um vicariato apostólico (jurisdição missionária pré-diocesana latina da Igreja Católica Romana, com direito a um bispo titular) e está imediatamente sujeito à Santa Sé e sua Congregação Romana missionária para as igrejas orientais .
A sede do vicariato é a cidade de Aleppo (Halab, em árabe), onde a Catedral do Menino Jesus foi aberta pelo cardeal Leonardo Sandri em 15 de janeiro de 2011. Sua (antiga?) Sede episcopal é a Catedral de São Francisco de Assis, em Aleppo, a maior cidade da Síria antes da guerra civil. Atualmente, é governado pelo bispo Hanna Jallouf, O.F.M..
É a única jurisdição latina da Síria; portanto, não há conferência episcopal, mas o vigário apostólico e as hierarquias católicas orientais de cinco igrejas católicas específicas para ritos (melquita, siríaca, maronita, caldeu e armênia) têm Aleppo, classificados como arquepaches exceto a eparquia caldéia), e estes formam a Assembleia dos Ordinários Católicos na Síria (AHCS). O vigário apostólico também é membro da Conferência dos Bispos Latinos das Regiões Árabes.

## Estatísticas
O Vicariato Apostólico estende sua jurisdição sobre os católicos do rito latino de toda a Síria, em 2014 servindo pastoralmente 13.000 católicos em 10 paróquias e 6 missões com 38 padres (religiosos) e 243 religiosos leigos (46 irmãos, 197 irmãs).

## História
Desde as primeiras décadas do século XVII, algumas ordens religiosas, particularmente a Ordem dos Frades Menores Capuchinhos, os Carmelitas e a Companhia de Jesus, estabeleceram-se na Síria e em Alepo. Houve várias conversões ao catolicismo do rito latino, e isso levou a Congregação para a Evangelização dos Povos a estabelecer uma diocese em Alepo.
Uma primeira tentativa de construir um vicariato apostólico (missão pré-diocesana sob um bispo titular) foi em 1645. Em 31 de julho de 1645, foi nomeado bispo o franciscano Giovanni Battista Dovara, que, no entanto, "que alcançara tal dignidade, não se preocuparia em ir para sua residência, apesar das repetidas excitações que foi movido pela Santa Congregação. Nem a partir de então pensou-se que ele representasse um bispo latino naquela cidade ". :300 O vicariado morreu pela raiz: a jurisdição do latim retornou ao custodiante da Terra Santa (tradicionalmente franciscana), como era anteriormente.
O Vicariato Apostólico de Alepo foi erguido adequadamente (a 'segunda' vez) em 27 de junho de 1762, quando o Papa Clemente XIII nomeou a Congregação do membro da Missão, o francês Arnaud Bossu, que havia sido Vigário Apostólico de Argel. Em um resumo papal, Bossu recebe o título de Vigário Apostólico de Alepo, com jurisdição sobre os europeus orientais e o Rito latino dos patriarcados de Antioquia e Jerusalém, incluindo os patriarcados maronitas e armênios. O vigário, no entanto, não estabeleceu sua residência em Alepo, mas em Antoura, no Líbano, e nunca recebeu consagração episcopal. Também nesta ocasião, o vicariado teve vida curta devido à supressão da ordem jesuítica em 1773 e à Revolução Francesa, que, entre outras conseqüências, envolveu a remoção de todas as ordens religiosas francesas, não apenas na pátria, mas também em terras missionárias.
Após o Congresso de Viena (1814-1815, para estabelecer a Europa após a derrota de Naopoleão I Bonaparte), a Congregação Romana Missionária para a Evangelização dos Povos restaurou o vicariato apostólico em 1817, com o nome de Vicariato Apostólico da Síria, Egito, Arábia e Chipre. Tinha jurisdição sobre muitas das missões católicas das regiões central e sul do Império Otomano, nomeadamente: Síria, Líbano, Chipre, Palestina, Península Arábica, Egito, Abissínia (então império da Etiópia, incluindo Eritreia ) e Núbia ( Sudão anglo-egípcio e extremo sul do Egito). Também foi incluída a parte sul-central da Anatólia, incluindo as cidades de Antioquia (Antakya) e Alexandretta (Iskenderun).
Em 15 de agosto de 1824, perdeu o território egípcio para estabelecer o Patriarcado Católico Copta de Alexandria.
Em 18 de maio de 1839, cedeu parte de seu território para a criação do Vicariato Apostólico do Egito e da Arábia (hoje Vicariato Apostólico de Alexandria do Egito ) e da Prefeitura Apostólica da Abissínia (hoje Arquiparquia Católica Etíope de Adis Abeba no rito etíope), e simultaneamente tomou o nome do Vicariato Apostólico de Alepo.
Em 4 de outubro de 1847, cedeu a Palestina, Chipre e as áreas correspondentes à (atual / (Trans) Jordânia ) para a restauração do Patriarcado Latino de Jerusalém.
Com o fim do Império Otomano, o nascimento da Turquia moderna (1923) e, especialmente, com a passagem de Hatay da Síria para a Turquia (1938), sob a bula papal do Papa Pio XII Ad maius christifidelium de 5 de outubro de 1939 e Quo sacrorum de Em 9 de dezembro de 1939, o Vicariato Apostólico de Alepo perdeu os territórios turcos que passaram para o Vicariato Apostólico de Istambul.
Em 4 de junho de 1953, deu outra porção de território para a criação do Vicariato Apostólico de Beirute. A partir deste momento, o Vicariato Apostólico de Alepo corresponde geograficamente ao território da República Árabe da Síria. Somente a partir dessa mudança territorial, os vigários apostólicos têm residência permanente em Alepo, preferindo residir anteriormente no Líbano.

## Ordinários episcopais
(todo o rito romano; até 2013 europeus e / ou membros de congregações missionárias da América Latina)
Vigários Apostólicos de Alepo (primeiro período)
- Giovanni Battista Aresti de Dovara, Ordem dos Frades Menores (OFM) (renunciou em 31 de julho de 1645 - 1659).[5]
- Assento vago (1659–1672)
- Arnaud Bossu, lazaristas (CM) (17 de junho de 1762 - 20 de novembro de 1765 renunciou)
- Vago (1765–1818)

Vigários Apostólicos da Síria, Egito, Arábia e Chipre
- Aloisio Gandolfi, CM (13 de janeiro de 1818 - morte em 25 de agosto de 1825), bispo titular de Icosium (Argélia) (1815.08.11 - 1825.08.25), também delegado apostólico (enviado diplomático papal) na Síria (1815.08.11 - 1825.08.25) )
- Giovanni Pietro Losana (23 de janeiro de 1827 - 30 de setembro de 1833), mais tarde bispo de Biella (? )
- Jean-Baptiste Auvergne (29 de março de 1833 - morte em 14 de setembro de 1836), arcebispo titular de Icônio (1833.03.29 - 1836.09.14), também delegado apostólico no Egito e na Arábia (1833.03 - 1836.09.14) e delegado apostólico na Síria (1833.03 - 1836.09.14)
- Angelo Giuseppe Fazio, franciscanos capuchinhos (OFM Cap.) (15 de dezembro de 1837 - morte em 13 de dezembro de 1838), bispo titular de Tipasa (1836.04.26 - 1838.12.13) (inicialmente como vigário apostólico coadjutor do Tibete-Hindustão ( Índia britânica), 1836.04.26 - 1837.12.15); também Delegado Apostólico na Síria (1837.12.15 - 1838.12.13)

Vigários Apostólicos de Alepo (novamente)
- Villardel Francisco, OFM (8 de março de 1839 - morte em 19 de junho de 1852), arcebispo titular de Filipos (1839.03.08 - 1852.06.19), também delegado apostólico na Síria (1839.03.08 - 1852.06.19)
- Paul Brunoni (4 de julho de 1853 - 23 de novembro de 1858), arcebispo titular de Tharona (1853.07.12 - 1868.06.25),   ? nomeado Vigário Apostólico de Constantinopla), mais tarde Patriarca Titular Latino de Antioquia (1868.06.25 - 1877.01.02)
- Giuseppe Valerga (1858 - falecido em 2 de dezembro de 1872) (administrador apostólico)
- Serafino Milani, OFM (23 de janeiro de 1874 - 21 de dezembro de 1874 nomeado bispo de Pontremoli) (bispo eleito)
- Luigi Piavi, OFM (13 de Novembro de 1876 - 28 de agosto de 1889), Arcebispo titular de Siunia (1876/11/18 - 1889/08/28), também Delegado Apostólico para a Síria (1876/11/13 - 1889/08/28); posterior Patriarca Latino residencial de Jerusalém dos Latinos ( Palestina ) (1889.08.28 - morte 1905.01.24) e Grão-Mestre da Ordem Equestre do Santo Sepulcro de Jerusalém (1889.08.28 - 1905.01.24) 
  - Bispo Auxiliar Gaudenzio Bonfigli, OFM (18 de agosto de 1890 - 25 de fevereiro de 1896), Bispo Titular de Casium (1881.08.19 - 1890.08.19), mais tarde Delegado Apostólico na Síria (1890.08.19 - 1896.02.25) e Arcebispo Titular de Cabassa ( 1890.08.19 - 1904.04.06), Delegado Apostólico no Egito e na Arábia (1896.02.25 - 1904.04.06)
- Pierre Gonzales Charles Duval, Ordem Dominicana (OP) † (25 de fevereiro de 1896 - morte em 31 de julho de 1904), arcebispo titular de Petra (1895.11.29 - 1904.07.31), também delegado apostólico na Síria (1896.02.25 - 1904.07). 31)
- Frediano Giannini, OFM (20 de janeiro de 1905 - renunciou em 12 de fevereiro de 1936), também Delegado Apostólico na Síria (1905.01.16 - 1935), arcebispo titular de Serræ (1905.01.16 - 1939.10.25); Custódio anterior da Terra Santa (1900 - 1906); mais tarde Vice-camareiro da Igreja Romana Sagrada (1936 - morte 1939)
- Lugar vago (1936–1967)
- Administrador apostólico Akiki Bonaventure, OFM (28 de junho de 1967 - 1 de março de 1973, veja abaixo ), bispo titular de Larissa na Síria (1973.03.01 - morte 1987.09.09), sem prelatura anterior
- Akiki Bonaventure, OFM ( veja acima 1 de março de 1973 - 1979 aposentado)
- Guerino Domenico Picchi, OFM (20 de junho de 1980 - 9 de julho de 1992, aposentado), bispo titular de Sebaste na Palestina (1980.06.20 - morte 1997.07.19)
- Armando Bortolaso, salesianos (SDB) (9 de julho de 1992 - 21 de novembro de 2002, aposentado), bispo titular de Raphanea (07.02.19992 -. . . )
- Giuseppe Nazzaro, OFM (21 de novembro de 2002 - 15 de abril de 2013 aposentado), bispo titular da Forma (21.11.2002 - falecimento 20 de outubro de 2015); anteriormente Custódia da Terra Santa (10.04.1992 [08.05.1992] - 1 de janeiro de 1996)
- Administrador Apostólico Georges Abou Khazen, OFM (15 de abril de 2013 a 4 de novembro de 2013, veja abaixo ), Bispo Titular de Rusadus (4 de novembro de 2013 -. . . )
- Georges Abou Khazen, O.F.M. (4 de novembro de 2013 - 29 de junho de 2022)
- Hanna Jallouf, O.F.M. (1 de julho de 2023 - presente)